# 천위페이
천위페이(중국어 간체자: 陈雨菲, 정체자: 陳雨菲, 병음: Chén Yǔfēi, 한자음: 진우비, 1998년 3월 1일~)는 중화인민공화국의 배드민턴 선수이다. 2020년 하계 올림픽에 참가, 배드민턴 여자 단식 종목에서 금메달을 획득하였다. 2023년 9월에 여자 단식 세계 랭킹 3위에 올랐다.
2024년 하계 올림픽에도 참가하였으며, 배드민턴 여자 단식에서 8강까지 진출하고 탈락하였다.